# Мухамеджанова, Нуржан Жалауовна
Нуржан Жалауовна Мухамеджанова (каз. Нұржан Жалауқызы Мұхамеджанова, род. 12 января 1961 года) — казахская журналистка, медиаменеджер, заслуженный деятель Казахстана.

## Биография
Родилась 12 января 1961 года. Окончила Казахский государственный университет по специальности «Журналистика».
Начинала карьеру в качестве редактора детских и молодежных программ на Казахском радио (Главная редакция радиовещания для детей и молодежи Государственного комитета Казахской ССР по телевидению и радиовещанию), пост занимала в 1983—1987 годах. В 1987—1988 годах — заведующая отделом главной редакции детских и молодежных программ. В 1988—1990 годах училась в Алматинской высшей партийной школе.
В 1990—1991 годах — заместитель начальника главной редакции информационно-развлекательной программы «Шалқар» Государственного комитета Казахской ССР по телевидению и радиовещанию. В 1991—1992 годах — главный редактор редакции информационно-аналитических программ «Шалқар» на Казахском радио. В 1992—1994 годах — первый заместитель генерального директора Казахского радио (Республиканская корпорация «Телевидение и радио Казахстана»), политический обозреватель. В 1994—1995 — комментатор Главной редакции общественно-политических программ Казахского радио, в 1995—1996 — главный редактор детско-молодёжного вещания Казахского радио.
В 1996—1997 годах работала старшим специалистом пресс-службы Президента Республики Казахстан. В 1997—2006 годах — заместитель директора представительства Международной организации «Internews Network» в Казахстане, в 2005—2006 годах исполнительный директор представительства.
В 2006 году назначена первым заместителем исполнительного директора телерадиокомпании «31 канал», в том же году стала исполнительным директором. В 2008—2011 годах была генеральным директором канала. С апреля 2009 года президент Национальной ассоциации телерадиовещателей Казахстана.
В 2011—2016 годах занимала должность председателя РТРК «Казахстан», с ноября 2016 по июль 2019 года — первый заместитель председателя РТРК «Казахстан». В ноябре 2016 года некоторое время занимала должность генерального продюсера «31 канала». В июле 2019 года назначена генеральным директором ТОО «Қазақ радиолары», а затем генеральным директором телеканала «Алматы». В марте 2022 года на должности генерального директора телеканала «Алматы» её сменил Тимур Базарбаев.
С 2017 года — преподаватель Международного университета информационных технологий, преподаёт дисциплины «Медиаменеджмент» и «Телепродюсерство» на кафедре медиакоммуникаций и истории Казахстана. В 2023 году выпустила книгу «Медиаменеджер» для будущих журналистов, представив её на факультете журналистики Казахского национального университета имени аль-Фараби.

## Награды
- Заслуженный деятель Казахстана[1][2] (2009)
- Орден «Курмет» (2015)[2]
- Медаль «25 лет независимости Республики Казахстан» (2016)[2]
- Золотая медаль Ассамблеи народа Казахстана «Бірлік» (2016)[2]
- Лауреат Национальной премии «Алтын пьедестал»[2]
- Академик Казахстанской академии журналистики (2021)[10]